# Mark Lidzbarski

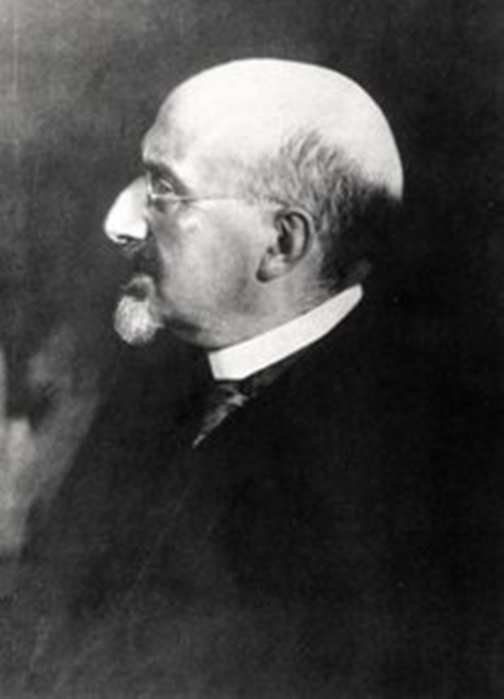
Lidzbarski Mark

Mark Lidzbarski, nacido Abraham Mordechai Lidzbarski (Plock, Polonia, 7 de enero de 1868 — Gotinga, 13 de noviembre de 1928), fue un semitista, orientalista, epigrafista e historiador alemán.

## Biografía
De familia judía askenazí hasídica, estudió filología semítica desde 1889 hasta 1892 en Berlín. Con su conversión al protestantismo cambió su nombre de pila a Mark. Desde febrero de 1896 trabajó como profesor de Filología oriental en la Universidad de Kiel, en 1907 en la Universidad Greifswald y en 1917 en la de Gotinga. En 1912 fue hecho correspondiente de la Academia de Gotinga. Tradujo de un dialecto antiguo del arameo, un texto litúrgico llamado el "Tesoro" (Ginza) de la religión mandea: Ginza. Der Schatz oder Das grosse Buch der Mandäer (Göttingen, 1925).

## Obras
- Wer ist Chadhir?, in: Zeitschrift für Assyriologie 7 (1892), 104-116
- Einige Bemerkungen zu Stumme´s Tunisischen Märchen, in: ZDMG 48 (1894), 666-670
- Zum weisen Achikar, in: ZDMG 48 (1894), 671-675
- Geschichten und Lieder aus den neu-aramäischen Handschriften der Königlichen Bibliothek zu Berlin, Weimar: Emil Felber 1896 (= Beiträge zur Volks- und Völkerkunde IV)
- Eine angeblich neuentdeckte Rezension von 1001 Nacht, in: ZDMG 50 (1896), 152
- Ein Exposé der Jesiden, in: ZDMG 51 (1897), 592-604
- Handbuch der nordsemitischen Epigraphik nebst ausgewählten Inschriften, I. Teil: Text, Weimar 1898 (ND Hildesheim: Georg Olms 1962)
- Handbuch der nordsemitischen Epigraphik nebst ausgewählten Inschriften, II. Teil: Tafeln, Weimar 1898 (ND Hildesheim: Georg Olms 1962)
- Ephemeris für semitische Epigraphik, erster Band 1900-1902, Gießen: J. Ricker'sche Verlagsbuchhandlung 1902
- Altsemitische Texte, erstes Heft: Kanaanäische Inschriften (Moabitisch, Althebräisch, Phönizisch, Punisch), Gießen: Alfred Töpelmann 1907
- Das mandäische Seelenbuch, in: ZDMG 61 (1907), 689-698
- Ephemeris für semitische Epigraphik, zweiter Band 1903-1907, Gießen: Alfred Töpelmann 1908
- Sabäisch „Orakel“, in: ZDMG 67 (1913), 182
- Das Johannesbuch der Mandäer. Einleitung, Übersetzung, Kommentar, Gießen: Alfred Töpelmann 1915
- Ubi sunt qui ante nos in mundo fuere, in: Der Islam 8 (1918), 300
- Ein Desideratum, in: Der Islam 8 (1918), 300-301
- Zu arabisch fahhar, in: ZDMG 72 (1918), 189-192
- Mandäische Liturgien. Mitgeteilt, übersetzt und erklärt, Berlín 1920 (= Abhandlungen d. königl. Ges. d. Wiss. zu Göttingen, phil.-hist. Kl. NF XVII, 1)
- Altaramäische Urkunden aus Assur, Leipzig: J.C. Hinrichs'sche Buchhandlung 1921 (Ausgrabungen der Deutschen Orient-Gesellschaft in Assur, E: Inschriften V) (ND Osnabrück: Otto Zeller 1970)
- Salam und Islam, in: Zeitschrift für Semitistik und verwandte Gebiete 1 (1922), 85-96
- Ginza. Der Schatz oder Das große Buch der Mandäer, Göttingen: Vandenhoek & Ruprecht/Leipzig: J.C. Hinrichs'sche Buchhandlung 1925